# 临晋县 (山西省)
临晋县，中国旧县名，在今山西省运城市境。
唐朝天宝十三年（754年），以桑泉县改名。属蒲州、河中府，次畿。县治在今临猗县临晋镇东10km处的城西与城东村之间:60。元朝大德临晋县衙留存至今。明朝和清朝雍正前，仍属蒲州。雍正时，蒲州直隶州升为蒲州府，为其辖县。民国初年，全国废府，直属山西省。
1947年4月起，晋冀鲁豫野战军第4纵队和太岳军区部队陆续攻占今运城市境内的各县。4月23日，驻守临晋县城的阎锡山部弃城逃跑，太岳军区第三军分区政治部畅子正奉命接收临晋县，建立新的政权。第三军分区55团追击逃军，收缴武器弹药，在吴王渡俘获部分敌军。1949年2月，由晋绥十一专署改属运城专区。1954年属晋南专区。同年，临晋县和猗氏县合并成临猗县。